# Randolph L. Peterson
Randolph Lee Peterson (* 16. Februar 1920 in Roanoke, Texas; † 29. Oktober 1989) war ein US-amerikanisch-kanadischer Mammaloge. Sein Forschungsschwerpunkt waren die Fledertiere.

## Leben
Peterson war eines von fünf Kindern von Omas und Margaret Peterson, geborene Francisco. Seine Karriere als Mammaloge begann 1937, als er sich an der Abteilung für Fischerei und Wildtiere am Texas A&M College einschrieb. In den folgenden vier Jahren war er auch Assistenzkurator der Texas Cooperative Wildlife Research Collection unter der Leitung von William B. Davis. Er erlernte die Grundlagen des Sammelns, Katalogisierens, der Präparation und des Identifizierens von Wirbeltieren sowie die Ausstellung von Präparaten. Nachdem er 1941 den Bachelor of Science erworben hatte, begann er ein Graduiertenstudium, was jedoch durch den Eintritt der Vereinigten Staaten in den Zweiten Weltkrieg unterbrochen wurde. Er trat der United States Air Force bei und diente als Pilot und Instruktor in den Vereinigten Staaten sowie als Operationsoffizier bei der Mediterranean Allied Air Force.
1942 heiratete Peterson Elizabeth Fairchild Taylor, die Tochter seines Mentors Walter Penn Taylor, Mammaloge und Professor für Zoologie an der Texas A&M University. Im April 1946 lernte er auf einem Treffen der American Society of Mammalogists in Pittsburgh John R. Dymond, den damaligen Direktor des Royal Ontario Museum und Professor für Zoologie an der University of Toronto, kennen. Peterson wurde zum stellvertretenden Kurator der Säugetierabteilung des Royal Ontario Museum ernannt und nahm an einem von Dymond betreuten Doktorandenprogramm teil. Er kam am 5. Juni 1946 in Toronto an und brach zwei Tage später zu einer Feldstudie über Elche in den Algonquin Provincial Park auf. Diese Forschung gipfelte 1955 in der Veröffentlichung seines ersten Buchs North American Moose.
Nach seiner Promotion zum Ph.D. im Jahr 1950 wurde Peterson zum Kurator der Säugetierabteilung am Royal Ontario Museum ernannt, eine Position, die er bis zu seiner Pensionierung im Juni 1985 innehatte. An der University of Toronto wurde er 1949 zum Fachdozenten am Institut für Zoologie, 1962 zum außerordentlichen Professor und 1968 zum ordentlichen Professor ernannt. Während seines Ruhestandes war er weiterhin mit dem Royal Ontario Museum als emeritierter Kurator und mit der University of Toronto als Professor emeritus verbunden. Unter Petersons Leitung setzte die Säugetierabteilung eine 1923 begonnene Untersuchung der Säugetierfauna von Ontario fort und erweiterte ihr Bestandsverzeichnis um Quebec und die maritimen Provinzen. 1966 veröffentlichte er sein zweites Buch Mammals of Eastern Canada. Sein Hauptinteresse galt jedoch den Fledertieren. Er baute die Fledermaussammlung des Royal Ontario Museum zu einer der bedeutendsten der Welt aus, die nicht nur für ihre Größe (mehr als 35.000 Exemplare), sondern auch für die Vielfalt der enthaltenen Arten bekannt ist.
In den 1950er Jahren gründeten Peterson und seine Frau ein Unternehmen für biologisches Zubehör, das sie bis 1974 betrieben. Er entwickelte auch Geräte wie automatisierte Messschieber zum Messen von Proben, eine Apfelmostpresse und ein großes Skelettreinigungsgerät.
Von 1966 bis 1968 wurde Peterson zum Präsidenten der American Society of Mammalogists gewählt, wo er 1940 Mitglied und 1986 Ehrenmitglied wurde.
Peterson leitete Forschungs- und Sammel-Expeditionen in mehrere Gebiete, darunter Mexiko, den Südwesten und Westen der Vereinigten Staaten, den Algonquin Provincial Park in Ontario, St. Ignace Island, auf die Slate Islands (Oberer See), Cape Henrietta Maria (Hudson Bay und James Bay) und den Osten Ontarios, in West Quebec, Jamaika, Trinidad, Guyana, Belize, Kenia, Madagaskar, Kamerun und Simbabwe.
Petersons Bibliographie umfasst nahezu 100 Fachartikel, darunter 66 in peer-reviewed Fachzeitschriften oder als Kapitel in Büchern, zwei Bücher, neun Besprechungen, sechs wissenschaftliche Broschüren und zehn populärwissenschaftliche Artikel. Unter seinen 38 Artikeln über Fledertiere befinden sich die Erstbeschreibungen zu den Taxa Nyctimene rabori, Vampyriscus brocki, Miniopterus tristis grandis, Miniopterus tristis insularis, Miniopterus tristis propitristis, Miniopterus tristis celebensis, Harpyionycteris whiteheadi negrosensis, Neoromicia malagasyensis, Sturnira aratathomasi, Glauconycteris gleni und Glauconycteris kenyacola. Ferner veröffentlichte er taxonomische Überarbeitungen, Berichte über Lebensweise und Lebensräume sowie Erweiterungen von Verbreitungsgebieten.

## Dedikationsnamen
Nach Peterson sind die Peterson-Bulldoggfledermaus (Mops petersoni) aus Kamerun und Ghana sowie die Peterson-Langflügelfledermaus (Miniopterus petersoni) aus Madagaskar benannt.